# 東野翠れん
東野 翠れん（ひがしの すいれん 1983年8月25日 - ）は、日本の写真家、ファッションモデル。父親が日本人で母親がイスラエル人。
14歳から写真を撮りはじめ、ミュージシャンのポートレートなどを撮影するようになる。現在は、雑誌連載や写真集の出版などの活動を行っている。友人である湯川潮音の音楽CDのジャケット写真は彼女が撮影している。同時に雑誌のモデルをつとめたり、CMにも出演するなどした。

## 著作

### 写真集など
- Lumi`ere (2005年2月 扶桑社) - 最初の写真集。詩集。
- lopen (2005年6月29日) - 8mmフィルムで撮影されたオランダでのプライヴェート・フィルム & サウンドトラック。(CD + DVD)
- 縷縷日記 (2006年3月17日 リトルモア) - 市川実和子、eriとの交換日記。
- 風花空心 (2006年7月26日 リトルモア) - J-WAVEで湯川潮音とともに公開していたblogを書籍化。
- 光の滝-Cascads Of Lights-(2008年5月) CowBooksのリトルプレスフェア用に10部製作（販売は6部）
- ひかりをあびて　うかびあがる　かがやく　きらきらと　やわらかく-(2011年9月) CowBooksのリトルプレスフェア用に25部製作（販売は15部）
- イスラエルに揺れる (2011年10月27日 リトルモア) - エッセイ。季刊誌「真夜中」の連載「イスラエルに揺れるペーラッフ」を改題し、加筆修正・書き下ろしを加え書籍化。

### 雑誌連載
- PS - monthly best shot
- リンカラン - suicology
- 季刊 真夜中 - イスラエルに揺れるペーラッフ

## 出演・掲載

### 写真集
- きもののたび (2003年9月 / 白尾零二 吉場正和 工藤真衣子 渡邊安治 ほか / ワイレア出版)
  - アンティーク着物のスタイリングブック。他、蒼井優など9人。
- 豆千代の着物モダン (2003年11月 / 豆千代 / マーブルブックス)
  - 豆千代による着物コーディネートなど。
- アムール 翠れん (2005年1月 / ホンマタカシ / プチグラパブリッシング)
  - ホンマタカシによる東野翠れんの写真集。アムール川の旅行記。
- a girl like you 君になりたい (2005年7月 / 渋谷直角 佐内正史 / マガジンハウス) 
  - relax連載の未使用カットをまとめた普段着感覚の写真集。他、宮崎あおいなど40人。
- 青の時間―THROUGH THE LOOKING‐GIRL(2006年8月 / 永瀬沙世 / プチグラパブリッシング)
  - 写真家・永瀬沙世による写真集。他、清水ゆみなど。

### 雑誌
- Spoon.
- relax
- mini
- Olive
- SEDA
- CUTiE

### PV
- くるり(2002年) 「男の子と女の子」
- フジファブリック (2004年) 「桜の季節」

### CM
- エプソン (2002年)
- マシェリ (2003年) 「オシャレゴルフ篇」
- カゴメデリ (2003年) 「うわさのお店 リゾット篇/ペンネ篇」
- カルビー (2003年) 「さつまりこ」
- ボーダフォン (2003年) 「メーターと女の子篇」
- 親和銀行 (2003年) 「うれしいニュース篇/散歩しながら篇」
- 日産自動車 (2006年10月5日～）「マーチ 私らしくRED篇」
- ユニクロ（2011年）「暖パン 東野翠れん篇」

### ラジオ
- 土曜の夜はケータイ短歌 (NHK)
- ap bank radio! THE LAST WAVE (TOKYO FM) - MCとして出演

### その他
- 100万人のキャンドルナイト (2005summer)